# Giannina
Ioannina (in greco Ιωάννινα e talvolta Γιάννενα ?, Ioànnina/Jànnena, ) è un comune della Grecia situato nella periferia dell'Epiro (unità periferica di Giannina) con 103 101 abitanti secondo i dati del censimento 2001.
A seguito della riforma amministrativa detta programma Callicrate in vigore dal gennaio 2011 che ha abolito le prefetture e accorpato numerosi comuni, la superficie del comune è ora di 403 km² e la popolazione è passata da 70 203 a 103 101 abitanti.
La città conserva ancora alcune strutture artistiche e architettoniche risalenti al periodo della dominazione ottomana (una moschea, i resti di una scuola coranica, un bazar), mentre su una piccola isola del lago sorgono alcuni monasteri ortodossi.

## Geografia fisica
La città sorge sulle rive del lago Pamvotida (greco: Παμβώτιδα) e dista 460 km da Atene e 290 km da Salonicco.

### Quartieri
- Exochi
- Marmara
  - Ammos
  - Kardamitsia
  - Kato Marmara
  - Olympiada
- Neochoropoulo
  - Kato Neochoropoulo
- Stavraki
  - Penteli
  - Tsiflikopoulo
  - Velissarios

## Storia
Prima del 1430 la città ricadeva nell'influenza della famiglia dei Tocco. Nel 1430, la città di Giannina si arrese pacificamente all'Impero Ottomano. L'ammiraglio Sinan Pascià garantì ai popoli locali diritti e benefici e la protezione delle proprietà della chiesa con un documento scritto. 
Nel 1611 il metropolita di Larissa-Trikis, Dionisos il Filosofo (“Skilosofos”), capeggiò un ampio movimento per la liberazione dalla sovranità ottomana. La rivolta fu schiacciata dal comandante Aslan Pasha, di origine albanese. La conclusione di questa rivolta fu l'abolizione dei privilegi garantiti ai cristiani della città, i quali furono cacciati dall'area del castello e costretti a sistemarsi intorno ad esso. Di conseguenza, turchi ed ebrei si stabilirono all'interno del castello. La chiesa di San Giovanni Battista, all'interno delle mura della città, fu distrutta ed i suoi monaci uccisi; sulle sue rovine fu costruita nel 1618 una moschea chiamata moschea di Aslan Pascià, in onore al sedatore della rivolta di Dionisos. Oltre a questa moschea, che oggi è sede del Museo Etnografico Municipale di Giannina, è presente anche la moschea Fethiye. Un'altra moschea, Veli Pasha, è priva di minareto. 
L'Impero Ottomano perse Giannina quando l'esercito greco occupò la città il 6 marzo 1913 durante la prima guerra balcanica, e in seguito il Trattato di Londra ne sancì il definitivo passaggio alla Grecia.
Giannina, oggi, è riconosciuta come la città più importante della Grecia nordoccidentale.
Nel 1994 si tenne un consiglio straordinario degli Stati membri dell'Unione europea, e venne raggiunto un accordo noto come compromesso di Ioànnina.
Ma particolarmente interessante è la tecnica costruttiva con cui sono realizzati alcuni edifici monumentali della città attraverso l'uso del Castone o Cloisonné.

## Attrazioni
- Castello di Giannina
- Museo archeologico di Giannina

## Infrastrutture e trasporti

### Aeroporti
L'Aeroporto re Pirro di Giannina è un'infrastruttura di grande importanza, con 2 voli giornalieri per Atene.
Sul campo volo di Dudular il 10 gennaio 1917 arrivò la 47ª Squadriglia e dal 1º giugno la 1ª Sezione della 83ª Squadriglia del Corpo di spedizione italiano in Macedonia.

### Autostrade
L'autostrada A2 (conosciuta anche come Egnatia Odos percorso moderno dell'antica Via Egnatia) collega la città con Igoumenitsa e Salonicco e fa parte delle strade europee E90 e E92.

## Amministrazione

### Gemellaggi
- Požarevac
- Coriza
- Kiryat Ono
- Agia Napa
- Limassol
- Nižyn
- Schwerte

## Sport
- Il 19 maggio 1996 la 3ª tappa del Giro d'Italia si è conclusa a Giannina con la vittoria di Giovanni Lombardi.
- La principale squadra di calcio della città è il Panipeirotikos Athlitikos Syllogos Giànnina o più semplicemente PAS Giannina fondato nel 1966.
- La seconda squadra per importanza è l'AE Giannena fondata nel 1994, che milita nella Gamma Ethniki, l'equivalente della serie C italiana.

## Gastronomia
Giannina è molto famosa in quanto è una delle zone ufficiali dove viene prodotto un tradizionale formaggio greco, la feta.